# 王立民 (1950年)
王立民（1950年—），浙江宁波人，中国法学家，毕业于华东政法大学，华东政法大学教授，曾任华东政法大学副校长。